# Kunstsammlung Hypovereinsbank
Die Kunstsammlung Hypovereinsbank (kurz: HVB Kunstsammlung; Eigenschreibweise: Kunstsammlung HypoVereinsbank) ist eine Kunstsammlung der Unicredit Bank, die auf die Geschäftsstellen des Kreditinstituts in Deutschland verteilt ist. Die seit den 1980er Jahren bestehende Sammlung umfasst etwa 14.000 Kunstwerke (Stand 2019), die vor allem aus zeitgenössischer Kunst der Bereiche Malerei, Fotografie und Neue Medien besteht. Nach der Übernahme durch die italienische Großbank Unicredit im Jahr 2005 ist die Sammlung Teil der Sammlung Unicredit.

## Geschichte
Mit den Umbauten des Palais Porcia in der heutigen Kardinal-Faulhaber-Straße 14, das 1934 in Besitz der damaligen Bayerischen Vereinsbank überging, begann auch die Sammlungstätigkeit der Bank. Zu den Ankäufen für das Palais Porcia zählen die barocke Hausmadonna aus dem Umkreis von Andreas Faistenberger, Landschaftsbilder aus dem Umkreis von Caspar Dughet und eine Isarlandschaft von Joseph Wenglein. Ausgehend von dem Wenglein-Bild wurde danach das Thema Landschaftsmalerei weiter ausgebaut, speziell mit Arbeiten aus der Münchner Schule. Aber auch Porträts waren für die Bank von Interesse. Bildnisse aus nahezu vier Jahrhunderten repräsentieren – wenn auch in wenigen Beispielen – dieses Thema. Zu den frühesten Arbeiten zählen dabei Bildnisse niederländischer Maler der Spätrenaissance.
Eine weitere Ankaufswelle wurde in den 1980ern ausgelöst. Durch die Fusion mit der Bayerischen Staatsbank 1971 gehörte nun auch das von Francois Cuvilliés entworfene Palais Preysing zum Besitz der Vereinsbank. Weitere Um- und Neubauten im direkten Umfeld dieser beiden historischen Gebäude machten Anfang der 1980er Jahre Neuankäufe notwendig. So erwarb man für verschiedene räumliche Situationen im Palais Preysing vor allem Werke höfischer Kunst aus unterschiedlichen Epochen und von unterschiedlicher Qualität. Dazu gehören beispielsweise zwei Brüsseler Tapisserien aus dem ersten Drittel des 16. Jahrhunderts oder zwei Porträts des Münchener Hofmalers Desmarées. Der Bereich Landschaftsmalerei wurde durch Beispiele aus der deutschen und französischen Landschaftsmalerei des 19. Jahrhunderts ausgeweitet.
Der thematische Kreis wurde in diesen Jahren aber auch durch Genremalerei und Vertreter des sogenannten Deutschen Impressionismus und Expressionismus erweitert. Dazu zählen Ferdinand Brütt, Max Liebermann, Max Slevogt, Christian Rohlfs und Karl Schmidt-Rottluff, für die heutige Sammlungstätigkeit der Hypovereinsbank mit Schwerpunkt auf Gegenwartskunst begründete. Heute wird die Sammlung ausschließlich um zeitgenössische Kunst erweitert. Seit dem Jahr 2005 ist die Sammlung Hypovereinsbank Teil der Sammlung Unicredit. Die Kunstsammlung des Konzerns umfasst insgesamt 60.000 Werke, die an über 1000 Standorten in Europa verteilt sind. Die drei wichtigsten Teilsammlungen sind vor allem die Sammlung der italienischen Muttergesellschaft der Unicredit mit rund 25.000 Werken, die Sammlung der österreichischen Bank Austria mit rund 10.000 Werken sowie die Sammlung der deutschen Hypovereinsbank mit 20.000 Werken. Kuratorin der Sammlung der Hypovereinsbank war bis 2018 die Kunsthistorikerin Bärbel Kopplin. Ihre Stelle wurde nicht mehr besetzt.
Ab 2019 begann die Bank Teile der Sammlung zu versteigern, die erste Versteigerung, bei der u. a. Werke von Gerhard Richter, Yves Klein, Sam Francis und Nam June Paik unter den Hammer kamen, fand ab 5. Oktober 2019 bei Christie’s in London statt. Die Versteigerungen sind Teil der veränderten Geschäftspolitik der Unicredit. Betroffen ist ebenfalls die Sammlung der Bank Austria.

## Alte Kunst

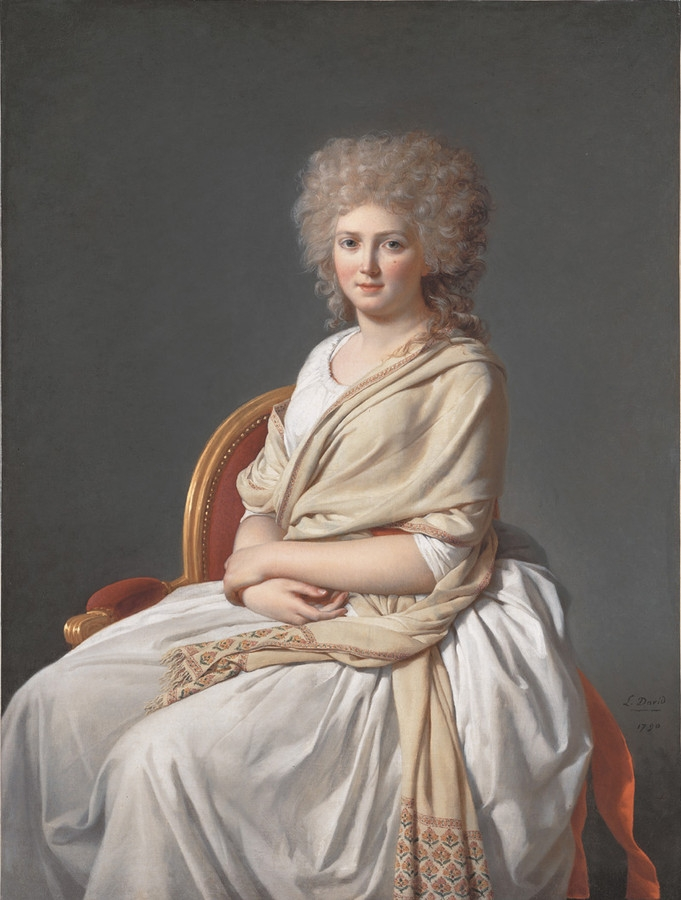
Jacques-Louis David, Bildnis der Anne-Marie-Louise Théllusson, Comtesse de Sorcy (1790)

Zum historischen Bestand zählen auch Werke, die als Dauerleihgaben in Deutschen Museen ausgestellt sind. Dazu gehört eine Ägyptischen Skulptur aus der Zeit um 700 v. Chr., der Silberschatz des Licinius (300 n. Chr.), gotische Skulpturen, Brüsseler Tapisserien des 16. Jahrhunderts und Werke italienischer, französischer, deutscher Maler des 17. und 18. Jahrhunderts. In der Sammlung vertretene Künstler sind Bassano, Flegel, Goya, Greuze, Lancret, Boucher, Fragonard, Longhi, Schönfeld und Guardi.

## Klassische Moderne und Gegenwartskunst
Aus der Moderne stammen Gemälde und Skulpturen von Fernand Léger und André Masson. Auch Werke von Fritz Winter, Ernst Wilhelm Nay sind mit Arbeiten in der Sammlung vertreten. Zu den Objekten zählt eine Serie von Collagen von Kurt Schwitters.
Auch die Kunst des 20. und 21. Jahrhunderts ist in der Sammlung vertreten. Zur Sammlung gehört eine Werkgruppe von Gerhard Richter. und Georg Baselitz. Weitere in der Sammlung vertretene Künstler aus dem deutschsprachigen Raum sind Franz Ackermann, Heribert  C. Ottersbach, Neo Rauch, Thomas Ruff, Cornelius Völker und Matthias Weischer.
International bekannte Künstler wie Christo und Jeanne-Claude, Eduardo Chillida, Tony Cragg, Gilbert & George, Zhuang Hui, Per Kirkeby, Via Lewandowsky, Julian Opie, Giulio Paolini, Lisa Ruyter, Wilhelm Sasnal oder Yukinori Yanagi – gehören ebenfalls zur Sammlung. Skulpturen von Horst Antes, Joannis Avramidis, Stephan Balkenhol, Max Bill, Bernhard Heiliger, Rebecca Horn, Stephan Huber, Fritz König, Raimund Kummer, Wilhelm Mundt, Isamu Noguchi, Denis Pondruel, Ulf Puder und Jean Tinguely decken den Bereich der Plastik und Skulptur ab. In der Sammlung vertreten sind außerdem Arbeiten von Martin Borowski, Heidi Specker, Tatjana Doll, Shirin Neshat, Jitka Hanzlová, Torben Giehler,  Jonathan Meese, Taryn Simon, Peter Piller, David Claerbout, Matthias Weischer und Jorinde Voigt.

## Fotografie und Lichtkunst
Einen eigenen Teil der Sammlung mit fast 1.000 Objekten bilden Werke der Fotografie und Lichtkunst. Angefangen von Henri Cartier-Bresson bis hin zu zeitgenössischen Künstlern wie Andreas Gursky und Thomas Demand gehören zu der Sammlung, aber auch Werke von Bernd und Hilla Becher, Peter Bialobrzeski, James Casebere, Rineke Dijkstra, Roe Ethridge, Roland Fischer, Hamish Fulton, Beate Gütschow, Sabine Hornig, Florian Maier-Aichen, Steven Pippin, Georges Rousse, Jörg Sasse, Thomas Struth und Carlo Valsecchi. Das Werk von Dan Flavin ist ebenfalls in Form einer Lichtinstallation, die eigens für ein Gebäude der Bank in München geschaffen wurde, vertreten. Des Weiteren befindet sich auch eine Lichtarbeit von Maurizio Nannucci in einer Filiale in München.

## Kooperation mit Museen
Die Sammlung Hypovereinsbank kooperiert mit Museen und Ausstellungshäusern und geht Partnerschaften ein. 80 Werke der Sammlung sind zurzeit in insgesamt zwölf deutschen Museen als Dauerleihgaben platziert. Dazu gehören die Bayerischen Staatsgemäldesammlungen (Alte und Neue Pinakothek), die Staatsgalerie in Stuttgart, das Germanische Nationalmuseum in Nürnberg, die Deutsche Barockgalerie in Augsburg und andere Deutsche Museen. Aber auch Werke zeitgenössischer Kunst wandern aus der Sammlung für mehrere Jahre als Leihgaben in öffentliche Häuser, wie zum Beispiel ein großes Foto-Triptychon von Axel Hütte und eine Rauminstallation von Jeppe Hein in das Neue Museum Nürnberg.
Auch der Leihverkehr mit internationalen Museen und Ausstellungshäusern, um auf diesem Wege andere kulturelle Institutionen und Museen in ihren Projekten temporär zu unterstützen spielt für die Sammlung eine Rolle. Aus der Sammlung Hypovereinsbank sind in den letzten zehn Jahren über 700 Leihgaben an mehr als 50 verschiedene, internationale Ausstellungshäuser und Museen vergeben worden.

## Ausstellungen (Auswahl)
- 2008  Brillantfeuerwerk im Haus der Kunst in München
- 2009  Past.Present.Future. Highlights from the UniCredit Group Collection im Bank Austria Kunstforum in Wien, Österreich
- 2010  Past.Present.Future. Highlights from the UniCredit Group Collection im Palazzo della Regione in Verona, Italien

Past.Present.Future. Highlights from the UniCredit Group Collection im Yapi Kredi Cultural Center in Istanbul, Türkei
- 2011  Things are queer. Highlights der Sammlung UniCredit, MARTa Herford

People and the City. Highlights from the UniCredit Art Collection im Winzavod Contemporary Art Center in Moskau, Russland
- 2012  People and the City. Highlights from the UniCredit Art Collection im Centre of Contemporary Art in Torun, Polen
- 2013  La Grande Magia – The Great Magic. Selected  Works from the UniCredit Art Collection im Museo d’Arte di Bologna – MAMbo, Italien

## Publikationen
Auswahl
- Bärbel Kopplin: Sammlung HypoVereinsbank. Von der Klassischen Moderne bis zur Gegenwart. Hypovereinsbank, München 2000, ISBN 3-930184-25-7.
- People and the city. Highlights from the UniCredit Art Collection. Torun 2011.
- La Grande Magia – The Great Magic: Selected Works from the Unicredit Art Collection. Bologna 2013.